# 鉢地町
鉢地町（はっちちょう）は、愛知県岡崎市東部地区の町名。丁番を持たない単独町名であり、30の小字が設置されている。

## 地理
岡崎市の南東部に位置する。町内に小字を持つが丁番は持たない。

### 河川
- 鉢地川

### 小字
| - 字新井沢（あらいざわ） - 字イッパ（いっぱ） - 字牛田（うしだ） - 字開山（かいざん） - 字神ノ前（かみのまえ） - 字上屋敷（かみやしき） - 字北尻（きたじり） - 字小出ノ入（こでのいり） - 字沢口（さわぐち） - 字下中野（しもなかの） - 字下モ田（しもだ） - 字菖蒲ケ入（しょうぶがいり） - 字十五卜（じゅうごぶ） - 字高山下（たかやました） - 字田組（たぐみ） | - 字寺前（てらまえ） - 字中貝津（なかがいつ） - 字中野（なかの） - 字広表（ひろおもて） - 字不上田（ふじょうだ） - 字細田（ほそだ） - 字マセ口（ませぐち） - 字松下（まつした） - 字ミノハ（みのは） - 字三山（みやま） - 字宮前（みやまえ） - 字山田（やまだ） - 字山ノ田（やまのだ） - 字山ノ寺（やまのでら） - 字山本（やまもと） |

## 世帯数と人口
2019年（令和元年）5月1日現在の世帯数と人口は以下の通りである。
| 町丁   | 世帯数  | 人口  |
| ------ | ------- | ----- |
| 鉢地町 | 185世帯 | 494人 |

### 人口の変遷
国勢調査による人口の推移
| 1995年（平成7年）  | 553人 | [ 5 ] |  |
| 2000年（平成12年） | 507人 | [ 6 ] |  |
| 2005年（平成17年） | 528人 | [ 7 ] |  |
| 2010年（平成22年） | 505人 | [ 8 ] |  |
| 2015年（平成27年） | 462人 | [ 9 ] |  |

## 学区
市立小・中学校に通う場合、学区は以下の通りとなる。
| 番・番地等 | 小学校             | 中学校             | 高等学校普通科 |
| ---------- | ------------------ | ------------------ | -------------- |
| 全域       | 岡崎市立本宿小学校 | 岡崎市立東海中学校 | 三河学区       |

## 歴史
額田郡鉢地村を前身とする。

### 町名の由来
すり鉢形の地形に由来する。

### 沿革
- 1889年（明治22年）10月1日 - 町村制施行・合併に伴い、額田郡本宿村大字鉢地となる[12]。
- 1955年（昭和30年）2月1日 - 岡崎市へ編入し、同市鉢地町となる[13]。

## 交通
- 国道473号（鉢地峠道）
  - 鉢地坂トンネル
- 愛知県道525号蒲郡環状線（三河湾スカイライン）

## 施設
- 鉢地町公民館

## その他

### 日本郵便
- 郵便番号 : 444-3512[3]（集配局：岡崎郵便局[14]）。

## 参考資料
- 「角川日本地名大辞典」編纂委員会 編『角川日本地名大辞典 23 愛知県』角川書店、1989年3月8日。ISBN 4-04-001230-5。
- 有限会社平凡社地方資料センター 編『日本歴史地名大系第23巻 愛知県の地名』平凡社、1981年。ISBN 4-582-49023-9。
- 新編岡崎市史編さん委員会 編『新編岡崎市史 総集編 20』1993年。